# Cardiospermum pygmaeum
Cardiospermum pygmaeum är en kinesträdsväxtart som beskrevs av Ludwig Radlkofer. Cardiospermum pygmaeum ingår i släktet ballongrankor, och familjen kinesträdsväxter. Inga underarter finns listade i Catalogue of Life.